# Campionati svizzeri di ski cross 2019
I Campionati svizzeri di ski cross 2019 si sono svolti a Hoch-Ybrig il 9 marzo. Il programma ha incluso sia la gara femminile che la gara maschile. 
Trattandosi di competizioni valide anche ai fini del punteggio FIS, vi hanno partecipato anche sciatori di altre federazioni, senza che questo consentisse loro di concorrere al titolo nazionale svedese.

## Risultati

### Uomini
| Pos. | Atleta        | Nazione  |
| ---- | ------------- | -------- |
| 1    | Joos Berry    | Svizzera |
| 2    | Zach Belczyk  | Canada   |
| 3    | Jonas Lenherr | Svizzera |
| 4    | Alex Fiva     | Svizzera |

### Donne
| Pos. | Atleta           | Nazione  |
| ---- | ---------------- | -------- |
| 1    | Fanny Smith      | Svizzera |
| 2    | Kelsey Serwa     | Canada   |
| 3    | Abby McEwen      | Canada   |
| 4    | Alexa Velcic     | Canada   |
| 5    | Hannah Schmidt   | Canada   |
| 6    | Priscillia Annen | Svizzera |
| 7    | Saskja Lack      | Svizzera |